# مايكل هاريس (لاعب كرة قدم)
ميخائيل هاريس (بالإنجليزية: Michael Harris)‏ (3 أكتوبر 1991 بسياتل في الولايات المتحدة - ) هو لاعب كرة قدم أمريكي في مركز الدفاع. لعب مع اوكلاهوما سيتي أنرجي وCrossfire Redmond ‏ وSound FC (men) ‏.

## وصلات خارجية
- ميخائيل هاريس على موقع قاعدة بيانات كرة القدم.إي يو (الإنجليزية)